# Baloch de reus
Baloch de reus is het zestiende stripverhaal uit de reeks van De Rode Ridder. Het is geschreven door Willy Vandersteen en getekend door Frank Sels. De eerste albumuitgave was in 1963.

## Het verhaal
In dit album gaat Johan naar het slot van graaf Reynhorst om het verlovingsfeest van Veerle, een oude vriendin, bij te wonen. Tijdens zijn tocht door een woud vindt hij een reusachtige knots en voetsporen van iemand met grote afmetingen. Hij volgt de sporen, die uitkomen bij een waterval, waar de Rode Ridder een reusachtige gestalte ontdekt. Deze persoon onthult zichzelf als Baloch. Hij is bovendien een dienaar van Verdal, een of andere duistere tovenaar. Baloch zegt dat Verdal geen indringers verdraagt en vraagt Johan het bos te verlaten. Om zijn bedreiging kracht bij te zetten tilt hij een groot rotsblok op. De Rode Ridder doet alsof hij het bos verlaat en sluipt Baloch achterna. Achter een tak verscholen volgt hij de situatie op. Verderop bemerkt Baloch een herderinnetje, dat een schalmei aan het bespelen is en maakt aanstalten om ernaartoe te gaan. Johan komt tussenbeide om het herderinnetje te beschermen, maar Baloch gaat al weg. Het herderinnetje vertelt dat de tonen van haar instrument Baloch schijnen te kalmeren. Daarna volgt Johan het herderinnetje naar de hut van haar vader, waar er wat rumoer blijkt te zijn.
Een paar boeren jouwen de herder uit, omdat ze denken dat zijn dochter Baloch hun akkers laat verwoesten. Johan probeert hen te kalmeren en als dat niet lukt laat hij hen met het plat van zijn zwaard kennismaken. Terwijl de boeren vluchten als hazen, wordt Johan uitgenodigd en krijgt het hele verhaal rond Baloch de reus te horen.
Hierna vertrekt hij te paard naar het kasteel van graaf Reynhorst, waar hij kennis maakt met de grafelijke familie. Onder hen is ook Hermine, die jaloers is op de successen van haar zus Veerle. In het geheim wordt ze bijgestaan door Pinak, de hofnar, die haar adviseert om naar Verdal te gaan.
In het holst van de nacht gaat ze naar de spelonk, waarin Verdal haar opwacht. Door de jaloersheid van Hermine op te drijven, probeert hij tot een overeenkomst te komen. Verdal belooft om verschillende dingen waar te maken. Hermine gaat hierop dan terug naar het kasteel, diep onder de indruk van al deze zaken.
Een paar dagen later komt Erwin, Veerles verloofde, aan. Hij besluit om een toernooi te organiseren. Pinak hitst de gemoederen nog wat op door te verklaren dat Erwin niet de enige aanbidder van Veerle is. 's Anderendaags begint het toernooi met paardenrennen. De twee deelnemers zijn Johan en Erwin. Erwin schijnt de wedstrijd te winnen, maar naargelang het einde nadert vertraagt zijn paard alsmaar en stort het uiteindelijk onder Erwin neer. Johan overwint en wordt dadelijk beschuldigd Erwins paard te hebben vergiftigd, terwijl in praktijk Hermine een vloeistof in de drinkbak van het paard had gedaan.
De Rode Ridder is zeker van zijn onschuld, maar niemand anders wil hem aanhoren. Erwin staat zeer vijandig tegenover onze held en volgens de wetten der ridderschap moet er een tweegevecht plaatsvinden. De twee ridders bekampen elkaar op leven en dood, met onder andere dagges en hun zwaarden. Uiteindelijk, als Johan Erwin op zijn knieën heeft gedwongen, schreeuwt Hermine vanuit haar kamer dat zij de schuldige is. Pinak grijpt in en slingert een zware kandelaar naar haar hoofd. Hierop probeert hij via het venster te ontsnappen, maar valt bij deze poging en is op slag dood.
Tijdens het feest zijn er talrijke vermeende waarzeggers, tovenaars en sterrenwichelaars aanwezig. Aan de ingang van de zaal verschijnt plots Verdal, die een ritueel wil uitoefenen met Veerle. Na dit ritueel, waarbij ze in een bol moest kijken, is ze in een onnatuurlijke slaap gedompeld. Erwin wil Verdal doen boeten en samen met de soldeniers gaan ze een gevecht aan met Baloch, dat ze uiteindelijk verliezen. Verdal en Baloch verdwijnen allebei ongehinderd in het bos. Hierna wordt er nog gevochten te paard, maar toch moeten Erwin en de soldeniers afdruipen. Graaf Reynhorst probeert Verdal met zijn halssnoer om te kopen. Daarop verlaat hij Verdal en keert hij ontredderd terug naar de burcht. Johan en Erwin trekken 's nachts naar de rivier en proberen via een geïmproviseerd stuk drijvende struik naar de overkant te geraken. Hun list lukt en al vlug kunnen ze de kluis in Verdals schuilplaats openen. Hierop stuiten ze op Verdal en Baloch. De Rode Ridder gaat een zwaardgevecht aan met Verdal, die een geducht zwaardvechter blijkt te zijn. Johan wint het pleit en samen met Erwin verlaten ze de spelonk. Bij het buitengaan van de grot komen ze echter Baloch tegen. Deze is nog altijd zeer agressief en de reus wordt door een greep van Johan tegen een muur geslagen, waarbij Johan gekneld raakt onder Balochs lichaam.
Erwin heeft bijna de burcht bereikt, als Baloch terugkomt en hem als schild tegen de boogschutters van graaf Reynhorst gebruikt. Daarna leggen Johan en Erwin de situatie uit en Baloch kalmeert uiteindelijk door de schalmei van Elsje. De situatie wordt opgelost en Johan verlaat uiteindelijk de streek, maar hij zal toch nooit vergeten hoe Elsjes schalmei de overwinning bracht.